# 保加利亚驻上海总领事馆
保加利亚共和国驻上海总领事馆设立于中国上海市，是保加利亚目前在中国唯一一个总领事馆。

## 历史沿革
2005年1月25日，中国和保加利亚就保加利亚在上海设立总领事馆达成协议。同年8月25日开馆。

## 领区
领区包括上海市、江苏省、浙江省、安徽省、江西省和福建省。  

## 历任总领事
- 伊凡·迪米特罗夫（Иван Димитров）
- 伊琳娜·别列娃（Ирина Белева）：2011年至2015年，女，中文名白爱琳[4]
- 迪米特尔·伊万诺夫·阿巴吉耶夫：2015年至2016年11月[5]
- 迪米特里·兹德拉夫科夫·帕穆普洛夫（Dimitri Zdravkov Pampoulov）
- 弗拉迪斯拉夫·斯帕索夫（Владислав Спасов）：2020年至今[6]